# Finnország a 2006. évi téli olimpiai játékokon
Finnország az olaszországi Torinóban megrendezett 2006. évi téli olimpiai játékok egyik részt vevő nemzete volt. Az országot az olimpián 11 sportágban 102 sportoló képviselte, akik összesen 9 érmet szereztek.

## Érmesek
| Érem  | Versenyző | Sportág          | Versenyszám          |
| ----- | --- | ---------------- | -------------------- |
| Ezüst | Tanja Poutiainen | Alpesisí         | Női óriás-műlesiklás |
| Ezüst | Markku Uusipaavalniemi Wille Mäkelä Kalle Kiiskinen Teemu Salo Jani Sullanmaa | Curling          | Férfi                |
| Ezüst | Nemzeti válogatott Aki Berg Lasse Kukkonen Toni Lydman Antti-Jussi Niemi Petteri Nummelin Teppo Numminen Sami Salo Kimmo Timonen Niklas Hagman Jukka Hentunen Olli Jokinen Jussi Jokinen Niko Kapanen Saku Koivu Mikko Koivu Antti Laaksonen Jere Lehtinen Ville Nieminen Ville Peltonen Jarkko Ruutu Teemu Selänne Niklas Bäckström Antero Niittymäki Fredrik Norrena | Jégkorong        | Férfi                |
| Ezüst | Mikko Ronkainen | Síakrobatika     | Férfi mogul          |
| Ezüst | Matti Hautamäki | Síugrás          | Egyéni, normálsánc   |
| Ezüst | Janne Ahonen Janne Happonen Matti Hautamäki Tami Kiuru | Síugrás          | Csapat               |
| Bronz | Antti Kuisma Anssi Koivuranta Jaakko Tallus Hannu Manninen | Északi összetett | Csapat               |
| Bronz | Aino-Kaisa Saarinen Virpi Kuitunen | Sífutás          | Női csapatsprint     |
| Bronz | Markku Koski | Snowboard        | Férfi halfpipe       |

## Alpesisí
Férfi
| Versenyző      | Versenyszám      | 1. futam      | 1. futam      | 2. futam | 2. futam | Összesítés | Összesítés |
| Versenyző      | Versenyszám      | Idő           | Hely.         | Idő      | Hely.    | Idő        | Helyezés   |
| -------------- | ---------------- | ------------- | ------------- | -------- | -------- | ---------- | ---------- |
| Kalle Palander | Műlesiklás       | 53,38         | 2.            | kizárták | kizárták | kiesett    | kiesett    |
| Kalle Palander | Óriás-műlesiklás | 1:18,22       | 16.           | 1:18,60  | 5.       | 2:36,82    | 9.         |
| Jukka Rajala   | Műlesiklás       | nem ért célba | nem ért célba | kiesett  | kiesett  | kiesett    | kiesett    |
| Jukka Rajala   | Óriás-műlesiklás | 1:20,17       | 24.           | 1:21,23  | 23.      | 2:41,40    | 22.        |

Női
| Versenyző        | Versenyszám      | 1. futam | 1. futam | 2. futam | 2. futam | Összesítés | Összesítés |
| Versenyző        | Versenyszám      | Idő      | Hely.    | Idő      | Hely.    | Idő        | Helyezés   |
| ---------------- | ---------------- | -------- | -------- | -------- | -------- | ---------- | ---------- |
| Tanja Poutiainen | Műlesiklás       | 43,05    | 4.       | 47,74    | 11.      | 1:30,79    | 6.         |
| Tanja Poutiainen | Óriás-műlesiklás | 1:01,21  | 3.       | 1:08,65  | 3.       | 2:09,86    |            |
| Henna Raita      | Műlesiklás       | 44,29    | 20.      | 48,04    | 19.      | 1:32,33    | 20.        |

## Biatlon
Férfi
| Versenyző      | Versenyszám           | Lövőhiba    | Időeredmény | Helyezés |
| -------------- | --------------------- | ----------- | ----------- | -------- |
| Paavo Puurunen | 10 km sprint          | 2 (1+1)     | 28:57,3     | 45.      |
| Paavo Puurunen | 12,5 km üldözőverseny | 1 (0+0+1+0) | 38:01,2     | 22.      |
| Paavo Puurunen | 15 km tömegrajtos     | 0 (0+0+0+0) | 47:43,7     | 4.       |
| Paavo Puurunen | 20 km egyéni          | 1 (1+0+0+0) | 56:38,9     | 12.      |

## Curling

### Férfi
- Markku Uusipaavalniemi
- Wille Mäkelä
- Kalle Kiiskinen
- Teemu Salo
- Jani Sullanmaa

#### Eredmények
Csoportkör
| Nemzet           | Szkip                  | Gy | V | P+ | P- | Gy end | V end | D end | Saját rabolt endek | Lökés % |
| ---------------- | ---------------------- | -- | - | -- | -- | ------ | ----- | ----- | ------------------ | ------- |
| Finnország       | Markku Uusipaavalniemi | 7  | 2 | 53 | 40 | 32     | 31    | 23    | 9                  | 78%     |
| Kanada           | Brad Gushue            | 6  | 3 | 66 | 46 | 47     | 31    | 9     | 23                 | 80%     |
| Egyesült Államok | Pete Fenson            | 6  | 3 | 66 | 47 | 36     | 33    | 16    | 13                 | 80%     |
| Nagy-Britannia   | David Murdoch          | 6  | 3 | 59 | 49 | 36     | 31    | 17    | 12                 | 81%     |
| Norvégia         | Pål Trulsen            | 5  | 4 | 57 | 47 | 33     | 32    | 17    | 9                  | 78%     |
| Svájc            | Ralph Stöckli          | 5  | 4 | 56 | 45 | 31     | 34    | 18    | 10                 | 76%     |
| Olaszország      | Joël Retornaz          | 4  | 5 | 47 | 66 | 37     | 38    | 10    | 7                  | 70%     |
| Németország      | Andy Kapp              | 3  | 6 | 53 | 55 | 34     | 34    | 17    | 12                 | 77%     |
| Svédország       | Peja Lindholm          | 3  | 6 | 45 | 68 | 31     | 40    | 12    | 4                  | 78%     |
| Új-Zéland        | Sean Becker            | 0  | 9 | 37 | 76 | 28     | 41    | 12    | 6                  | 69%     |

- február 13., 09:00

| Csapat             | Csapat                       | 1 | 2 | 3 | 4 | 5 | 6 | 7 | 8 | 9 | 10 | VE |
|                    | Finnország (Uusipaavalniemi) | 0 | 1 | 0 | 1 | 0 | 0 | 0 | 0 | 0 | X  | 2  |
| 1. end utolsó köve | Svájc (Stöckli)              | 2 | 0 | 1 | 0 | 0 | 1 | 2 | 0 | 1 | X  | 7  |

- február 13., 19:00

| Csapat             | Csapat                       | 1 | 2 | 3 | 4 | 5 | 6 | 7 | 8 | 9 | 10 | VE |
|                    | Finnország (Uusipaavalniemi) | 0 | 0 | 0 | 2 | 0 | 0 | 0 | 1 | 0 | 1  | 4  |
| 1. end utolsó köve | Egyesült Államok (Fenson)    | 0 | 2 | 0 | 0 | 0 | 1 | 0 | 0 | 0 | 0  | 3  |

- február 15., 09:00

| Csapat             | Csapat                       | 1 | 2 | 3 | 4 | 5 | 6 | 7 | 8 | 9 | 10 | VE |
| 1. end utolsó köve | Finnország (Uusipaavalniemi) | 0 | 0 | 2 | 0 | 0 | 0 | 2 | 0 | 0 | 2  | 6  |
|                    | Új-Zéland (Becker)           | 0 | 2 | 0 | 0 | 1 | 1 | 0 | 1 | 0 | 0  | 5  |

- február 15., 19:00

| Csapat             | Csapat                       | 1 | 2 | 3 | 4 | 5 | 6 | 7 | 8 | 9 | 10 | VE |
| 1. end utolsó köve | Németország (Kapp)           | 0 | 0 | 1 | 0 | 0 | 2 | 0 | 1 | 1 | 0  | 5  |
|                    | Finnország (Uusipaavalniemi) | 0 | 0 | 0 | 0 | 1 | 0 | 0 | 0 | 0 | 1  | 2  |

- február 17., 09:00

| Csapat             | Csapat                       | 1 | 2 | 3 | 4 | 5 | 6 | 7 | 8 | 9 | 10 | VE |
|                    | Svédország (Lindholm)        | 0 | 2 | 0 | 2 | 0 | 0 | 0 | 0 | X | X  | 4  |
| 1. end utolsó köve | Finnország (Uusipaavalniemi) | 3 | 0 | 2 | 0 | 0 | 1 | 3 | 2 | X | X  | 11 |

- február 17., 19:00

| Csapat             | Csapat                       | 1 | 2 | 3 | 4 | 5 | 6 | 7 | 8 | 9 | 10 | VE |
| 1. end utolsó köve | Finnország (Uusipaavalniemi) | 0 | 0 | 3 | 0 | 0 | 0 | 4 | 1 | 0 | 0  | 8  |
|                    | Kanada (Gushue)              | 2 | 0 | 0 | 0 | 1 | 1 | 0 | 0 | 2 | 1  | 7  |

- február 18., 14:00

| Csapat             | Csapat                       | 1 | 2 | 3 | 4 | 5 | 6 | 7 | 8 | 9 | 10 | VE |
| 1. end utolsó köve | Finnország (Uusipaavalniemi) | 1 | 0 | 0 | 1 | 3 | 0 | 1 | 0 | 0 | 1  | 7  |
|                    | Norvégia (Trulsen)           | 0 | 0 | 1 | 0 | 0 | 1 | 0 | 1 | 0 | 0  | 3  |

- február 19., 09:00

| Csapat             | Csapat                       | 1 | 2 | 3 | 4 | 5 | 6 | 7 | 8 | 9 | 10 | VE |
| 1. end utolsó köve | Olaszország (Retornaz)       | 0 | 1 | 0 | 1 | 1 | 0 | 1 | 0 | 0 | 0  | 4  |
|                    | Finnország (Uusipaavalniemi) | 1 | 0 | 2 | 0 | 0 | 2 | 0 | 0 | 1 | 1  | 7  |

- február 19., 19:00

| Csapat             | Csapat                       | 1 | 2 | 3 | 4 | 5 | 6 | 7 | 8 | 9 | 10 | VE |
| 1. end utolsó köve | Nagy-Britannia (Murdoch)     | 0 | 0 | 0 | 0 | 1 | 0 | 0 | 0 | 1 | X  | 2  |
|                    | Finnország (Uusipaavalniemi) | 0 | 0 | 3 | 0 | 0 | 1 | 1 | 0 | 0 | X  | 5  |

Elődöntő
- február 22., 19:00

| Csapat             | Csapat                       | 1 | 2 | 3 | 4 | 5 | 6 | 7 | 8 | 9 | 10 | VE |
| 1. end utolsó köve | Finnország (Uusipaavalniemi) | 0 | 1 | 0 | 0 | 0 | 2 | 0 | 0 | 0 | 1  | 4  |
|                    | Nagy-Britannia (Murdoch)     | 0 | 0 | 0 | 0 | 1 | 0 | 1 | 0 | 1 | 0  | 3  |

Döntő
- február 24., 17:30

| Csapat             | Csapat                       | 1 | 2 | 3 | 4 | 5 | 6 | 7 | 8 | 9 | 10 | VE |
| 1. end utolsó köve | Finnország (Uusipaavalniemi) | 2 | 0 | 0 | 0 | 1 | 0 | 0 | 1 | X | X  | 4  |
|                    | Kanada (Gushue)              | 0 | 2 | 1 | 1 | 0 | 6 | 0 | 0 | X | X  | 10 |

| Csapat     | Helyezés |
| ---------- | -------- |
| Finnország |          |

## Északi összetett
| Versenyző                                                  | Versenyszám        | Síugrás | Síugrás | Síugrás    | Sífutás | Sífutás | Összesítés | Összesítés |
| Versenyző                                                  | Versenyszám        | Pont    | Hely.   | Időhátrány | Idő     | Hely.   | Idő        | Helyezés   |
| ---------------------------------------------------------- | ------------------ | ------- | ------- | ---------- | ------- | ------- | ---------- | ---------- |
| Anssi Koivuranta                                           | Normálsánc + 15 km | 220,5   | 18.     | +2:48      | 40:49,3 | 32.     | 43:37,3    | 25.        |
| Anssi Koivuranta                                           | Nagysánc + 7,5 km  | 121,5   | 3.      | +0:17      | 19:00,7 | 35.     | 19:17,7    | 11.        |
| Antti Kuisma                                               | Normálsánc + 15 km | 217,5   | 22.     | +3:00      | 39:33,8 | 12.     | 42:33,8    | 17.        |
| Hannu Manninen                                             | Normálsánc + 15 km | 238,0   | 8.      | +1:38      | 39:42,2 | 14.     | 41:20,2    | 9.         |
| Hannu Manninen                                             | Nagysánc + 7,5 km  | 108,3   | 16.     | +1:10      | 18:11,0 | 13.     | 19:21,0    | 12.        |
| Janne Ryynänen                                             | Nagysánc + 7,5 km  | 102,5   | 29.     | +1:33      | 19:14,6 | 38.     | 20:47,6    | 37.        |
| Jaakko Tallus                                              | Normálsánc + 15 km | 257,0   | 3.*     | +0:22      | 39:39,9 | 13.     | 40:01,9    | 5.         |
| Jaakko Tallus                                              | Nagysánc + 7,5 km  | 120,9   | 4.      | +0:19      | 18:39,1 | 27.     | 18:58,1    | 5.         |
| Anssi Koivuranta Antti Kuisma Hannu Manninen Jaakko Tallus | Csapat             | 878,6   | 4.      | +0:35      | 49:44,4 | 2.      | 50:19,4    |            |

* - egy másik versenyzővel azonos eredményt ért el

## Gyorskorcsolya
Férfi
| Versenyző       | Versenyszám | 1. futam | 1. futam | 2. futam | 2. futam | Eredmény | Helyezés |
| Versenyző       | Versenyszám | Idő      | Hely.    | Idő      | Hely.    | Eredmény | Helyezés |
| --------------- | ----------- | -------- | -------- | -------- | -------- | -------- | -------- |
| Janne Hänninen  | 500 m       | 35,58    | 9.*      | 35,67    | 15.*     | 71,25    | 15.      |
| Janne Hänninen  | 1000 m      |          |          |          |          | 1:10,83  | 25.      |
| Pekka Koskela   | 500 m       | 35,58    | 9.*      | 35,51    | 12.      | 71,09    | 10.      |
| Pekka Koskela   | 1000 m      |          |          |          |          | 1:11,45  | 31.      |
| Mika Poutala    | 500 m       | 35,91    | 22.      | 35,83    | 24.      | 71,74    | 22.      |
| Mika Poutala    | 1000 m      |          |          |          |          | 1:11,03  | 26.      |
| Risto Rosendahl | 1000 m      |          |          |          |          | 1:12,60  | 37.      |
| Risto Rosendahl | 1500 m      |          |          |          |          | 1:49,51  | 24.*     |

* - egy másik versenyzővel azonos eredményt ért el

## Jégkorong

### Férfi
| Finn nemzeti férfi jégkorongcsapat-játékoskeret | Finn nemzeti férfi jégkorongcsapat-játékoskeret | Finn nemzeti férfi jégkorongcsapat-játékoskeret | Finn nemzeti férfi jégkorongcsapat-játékoskeret | Finn nemzeti férfi jégkorongcsapat-játékoskeret | Finn nemzeti férfi jégkorongcsapat-játékoskeret | Finn nemzeti férfi jégkorongcsapat-játékoskeret |
| #                                               | Név                                             | Poszt                                           | Magasság                                        | Súly                                            | Kor                                             | Klub                                            |
| ----------------------------------------------- | ----------------------------------------------- | ----------------------------------------------- | ----------------------------------------------- | ----------------------------------------------- | ----------------------------------------------- | ----------------------------------------------- |
| 30                                              | Fredrik Norrena                                 | K                                               | 183                                             | 85                                              | 1973. november 29. (32 évesen)                  | Linköpings HC                                   |
| 31                                              | Antero Niittymäki                               | K                                               | 183                                             | 85                                              | 1980. június 18. (25 évesen)                    | Philadelphia Flyers                             |
| 33                                              | Niklas Bäckström                                | K                                               | 187                                             | 89                                              | 1978. február 13. (28 évesen)                   | Kärpät                                          |
| 3                                               | Petteri Nummelin                                | V                                               | 178                                             | 83                                              | 1972. november 25. (33 évesen)                  | HC Lugano                                       |
| 4                                               | Kimmo Timonen                                   | V                                               | 178                                             | 88                                              | 1975. március 18. (30 évesen)                   | Nashville Predators                             |
| 5                                               | Lasse Kukkonen                                  | V                                               | 183                                             | 85                                              | 1981. szeptember 18. (24 évesen)                | Kärpät                                          |
| 6                                               | Sami Salo                                       | V                                               | 192                                             | 98                                              | 1974. szeptember 2. (31 évesen)                 | Vancouver Canucks                               |
| 7                                               | Aki Berg                                        | V                                               | 193                                             | 97                                              | 1977. július 28. (28 évesen)                    | Toronto Maple Leafs                             |
| 27                                              | Teppo Numminen                                  | V                                               | 186                                             | 90                                              | 1968. július 3. (37 évesen)                     | Buffalo Sabres                                  |
| 32                                              | Toni Lydman                                     | V                                               | 185                                             | 90                                              | 1977. szeptember 25. (28 évesen)                | Buffalo Sabres                                  |
| 77                                              | Antti-Jussi Niemi                               | V                                               | 184                                             | 87                                              | 1977. szeptember 22. (28 évesen)                | Frölunda HC                                     |
| 8                                               | Teemu Selänne                                   | T                                               | 183                                             | 93                                              | 1970. július 3. (35 évesen)                     | Mighty Ducks of Anaheim                         |
| 10                                              | Ville Nieminen                                  | T                                               | 181                                             | 93                                              | 1977. április 6. (28 évesen)                    | New York Rangers                                |
| 11                                              | Saku Koivu                                      | T                                               | 179                                             | 82                                              | 1974. november 23. (31 évesen)                  | Montréal Canadiens                              |
| 12                                              | Olli Jokinen                                    | T                                               | 188                                             | 90                                              | 1978. december 5. (27 évesen)                   | Florida Panthers                                |
| 14                                              | Niklas Hagman                                   | T                                               | 183                                             | 91                                              | 1979. december 5. (26 évesen)                   | Dallas Stars                                    |
| 16                                              | Ville Peltonen                                  | T                                               | 180                                             | 84                                              | 1973. május 24. (32 évesen)                     | HC Lugano                                       |
| 21                                              | Mikko Koivu                                     | T                                               | 188                                             | 85                                              | 1983. március 12. (22 évesen)                   | Minnesota Wild                                  |
| 24                                              | Antti Laaksonen                                 | T                                               | 183                                             | 85                                              | 1973. október 3. (32 évesen)                    | Colorado Avalanche                              |
| 25                                              | Jukka Hentunen                                  | T                                               | 178                                             | 88                                              | 1974. május 3. (31 évesen)                      | HC Lugano                                       |
| 26                                              | Jere Lehtinen                                   | T                                               | 182                                             | 89                                              | 1973. június 24. (32 évesen)                    | Dallas Stars                                    |
| 36                                              | Jussi Jokinen                                   | T                                               | 181                                             | 86                                              | 1983. április 1. (22 évesen)                    | Dallas Stars                                    |
| 37                                              | Jarkko Ruutu                                    | T                                               | 188                                             | 93                                              | 1975. augusztus 23. (30 évesen)                 | Vancouver Canucks                               |
| 39                                              | Niko Kapanen                                    | T                                               | 177                                             | 80                                              | 1978. április 29. (27 évesen)                   | Dallas Stars                                    |
| Vezetőedző: Jari Kurri                          | Vezetőedző: Jari Kurri                          | Vezetőedző: Jari Kurri                          | Vezetőedző: Jari Kurri                          | Vezetőedző: Jari Kurri                          | 1960. május 18. (45 évesen)                     | 1960. május 18. (45 évesen)                     |

- Posztok rövidítései: K – Kapus, V – Védő, T – Támadó

#### Eredmények
A csoport
| Nemzet      | M | Gy | D | V | G+ | G– | Gk  | P  |
| ----------- | - | -- | - | - | -- | -- | --- | -- |
| Finnország  | 5 | 5  | 0 | 0 | 19 | 2  | +17 | 10 |
| Svájc       | 5 | 2  | 2 | 1 | 10 | 12 | –2  | 6  |
| Kanada      | 5 | 3  | 0 | 2 | 15 | 9  | +6  | 6  |
| Csehország  | 5 | 2  | 0 | 3 | 14 | 12 | +2  | 4  |
| Németország | 5 | 0  | 2 | 3 | 7  | 16 | –9  | 2  |
| Olaszország | 5 | 0  | 2 | 3 | 9  | 23 | –14 | 2  |

- Azonos pontszám esetén elsősorban az egymás elleni eredmény döntött, majd pedig a gólarány.

| 2006. február 15. 15:35 | Svájc (SUI) | 0 – 5 (0–1, 0–4, 0–0) | Finnország | Torino Esposizioni Nézőszám: 2960 |

| Jegyzőkönyv | Jegyzőkönyv | Jegyzőkönyv                               | Jegyzőkönyv | Jegyzőkönyv                            |
| --- | ----------- | ----------------------------------------- | ----------- | -------------------------------------- |
| |             |                                           |             | Játékvezető: Don Van Massenhoven (CAN) |
| \| \| 0 – 1 \| 13:07 - O. Jokinen (Peltonen) (PP) \| \| \| 0 – 2 \| 23:35 - Numminen (Selänne, Lehtinen) (PP) \| \| \| 0 – 3 \| 28:04 - O Jokinen (Peltonen, J. Jokinen) \| \| \| 0 – 4 \| 33:25 - Selänne (S. Koivu) \| \| \| 0 – 5 \| 39:25 - Selänne (Lehtinen, O. Jokinen) \| |             |                                           |             |                                        |
| 10 perc | Büntetések  | 8 perc                                    |             |                                        |
| 24 | Lövések     | 37                                        |             |                                        |
| | 0 – 1       | 13:07 - O. Jokinen (Peltonen) (PP)        |             |                                        |
| | 0 – 2       | 23:35 - Numminen (Selänne, Lehtinen) (PP) |             |                                        |
| | 0 – 3       | 28:04 - O Jokinen (Peltonen, J. Jokinen)  |             |                                        |
| | 0 – 4       | 33:25 - Selänne (S. Koivu)                |             |                                        |
| | 0 – 5       | 39:25 - Selänne (Lehtinen, O. Jokinen)    |             |                                        |

| 2006. február 16. 12:05 | Finnország (FIN) | 6 – 0 (0–0, 4–0, 2–0) | Olaszország | Palasport Olimpico Nézőszám: 7776 |

| Jegyzőkönyv | Jegyzőkönyv | Jegyzőkönyv | Jegyzőkönyv | Jegyzőkönyv                            |
| --- | ----------- | ----------- | ----------- | -------------------------------------- |
| |             |             |             | Játékvezető: Vjacseszlav Bulanov (RUS) |
| \| Lehtinen (Numminen) (PP) - 21:49 \| 1 – 0 \| \| \| S. Koivu (Numminen) (PP) - 23:51 \| 2 – 0 \| \| \| J. Jokinen (Nummelin, Salo) (PP) - 30:11 \| 3 – 0 \| \| \| Peltonen (Nummelin) (PP) - 38:25 \| 4 – 0 \| \| \| Selänne (S. Koivu, Salo) (PP) - 52:07 \| 5 – 0 \| \| \| Selänne (Lehtinen) - 55:08 \| 6 – 0 \| \| |             |             |             |                                        |
| 4 perc | Büntetések  | 22 perc     |             |                                        |
| 51 | Lövések     | 16          |             |                                        |
| Lehtinen (Numminen) (PP) - 21:49 | 1 – 0       |             |             |                                        |
| S. Koivu (Numminen) (PP) - 23:51 | 2 – 0       |             |             |                                        |
| J. Jokinen (Nummelin, Salo) (PP) - 30:11 | 3 – 0       |             |             |                                        |
| Peltonen (Nummelin) (PP) - 38:25 | 4 – 0       |             |             |                                        |
| Selänne (S. Koivu, Salo) (PP) - 52:07 | 5 – 0       |             |             |                                        |
| Selänne (Lehtinen) - 55:08 | 6 – 0       |             |             |                                        |

| 2006. február 18. 21:05 | Csehország (CZE) | 2 – 4 (1–1, 1–1, 0–2) | Finnország | Palasport Olimpico Nézőszám: 8705 |

| Jegyzőkönyv | Jegyzőkönyv | Jegyzőkönyv                             | Jegyzőkönyv | Jegyzőkönyv                         |
| --- | ----------- | --------------------------------------- | ----------- | ----------------------------------- |
| |             |                                         |             | Játékvezető: Thomas Andersson (SWE) |
| \| Židlický (Lang, Hejduk) (PP) - 8:25 \| 1 – 0 \| \| \| \| 1 – 1 \| 14:14 - O. Jokinen (S. Koivu, Peltonen) \| \| \| 1 – 2 \| 35:02 - Lehtinen (Timonen) (PP) \| \| Židlický (Lang, Špaček) (PP2) - 38:17 \| 2 – 2 \| \| \| \| 2 – 3 \| 40:30 - Selänne (Lehtinen, S. Koivu) \| \| \| 2 – 4 \| 48:33 - Lehtinen (S. Koivu, Selänne) \| |             |                                         |             |                                     |
| 12 perc | Büntetések  | 39 perc                                 |             |                                     |
| 28 | Lövések     | 37                                      |             |                                     |
| Židlický (Lang, Hejduk) (PP) - 8:25 | 1 – 0       |                                         |             |                                     |
| | 1 – 1       | 14:14 - O. Jokinen (S. Koivu, Peltonen) |             |                                     |
| | 1 – 2       | 35:02 - Lehtinen (Timonen) (PP)         |             |                                     |
| Židlický (Lang, Špaček) (PP2) - 38:17 | 2 – 2       |                                         |             |                                     |
| | 2 – 3       | 40:30 - Selänne (Lehtinen, S. Koivu)    |             |                                     |
| | 2 – 4       | 48:33 - Lehtinen (S. Koivu, Selänne)    |             |                                     |

| 2006. február 19. 21:05 | Finnország (FIN) | 2 – 0 (2–0, 0–0, 0–0) | Kanada | Torino Esposizioni Nézőszám: 4420 |

| Jegyzőkönyv                                                                                        | Jegyzőkönyv | Jegyzőkönyv | Jegyzőkönyv | Jegyzőkönyv                         |
| -------------------------------------------------------------------------------------------------- | ----------- | ----------- | ----------- | ----------------------------------- |
| |             |             |             | Játékvezető: Vladimir Sindler (CZE) |
| \| Selänne (S. Koivu) - 11:14 \| 1 – 0 \| \| \| Kapanen (Nieminen, Timonen) - 15:02 \| 2 – 0 \| \| |             |             |             |                                     |
| 6 perc                                                                                             | Büntetések  | 12 perc     |             |                                     |
| 30                                                                                                 | Lövések     | 24          |             |                                     |
| Selänne (S. Koivu) - 11:14                                                                         | 1 – 0       |             |             |                                     |
| Kapanen (Nieminen, Timonen) - 15:02                                                                | 2 – 0       |             |             |                                     |

| 2006. február 21. 15:35 | Finnország (FIN) | 2 – 0 (1–0, 1–0, 0–0) | Németország | Torino Esposizioni Nézőszám: 2430 |

| Jegyzőkönyv | Jegyzőkönyv | Jegyzőkönyv | Jegyzőkönyv | Jegyzőkönyv                      |
| --- | ----------- | ----------- | ----------- | -------------------------------- |
| |             |             |             | Játékvezető: Danny Kurmann (SUI) |
| \| Kapanen (Hagman, S. Koivu) (PP) - 2:35 \| 1 – 0 \| \| \| S. Koivu (Lehtinen, Selänne) - 39:39 \| 2 – 0 \| \| |             |             |             |                                  |
| 6 perc | Büntetések  | 18 perc     |             |                                  |
| 25 | Lövések     | 18          |             |                                  |
| Kapanen (Hagman, S. Koivu) (PP) - 2:35                                                                          | 1 – 0       |             |             |                                  |
| S. Koivu (Lehtinen, Selänne) - 39:39                                                                            | 2 – 0       |             |             |                                  |

Negyeddöntő
| 2006. február 22. 17:35 | Finnország (FIN) | 4 – 3 (2–1, 2–1, 0–1) | Egyesült Államok | Palasport Olimpico Nézőszám: 6691 |

| Jegyzőkönyv | Jegyzőkönyv | Jegyzőkönyv                               | Jegyzőkönyv | Jegyzőkönyv                      |
| --- | ----------- | ----------------------------------------- | ----------- | -------------------------------- |
| |             |                                           |             | Játékvezető: Paul Devorski (CAN) |
| \| Peltonen (J. Jokinen, Salo) - 9:33 \| 1 - 0 \| \| \| Salo (SH) - 12:01 \| 2 - 0 \| \| \| \| 2 - 1 \| 13:14 - Knuble (Schnieder, Weight) \| \| \| 2 - 2 \| 21:29 - Schneider (Rafalski, Conroy) (PP) \| \| O. Jokinen (Peltonen) (PP) - 25:06 \| 3 - 2 \| \| \| O. Jokinen (PP) - 37:10 \| 4 - 2 \| \| \| \| 4 - 3 \| 55:33 - Gionta (Drury, Cole) \| |             |                                           |             |                                  |
| 16 perc | Büntetések  | 30 perc                                   |             |                                  |
| 25 | Lövések     | 28                                        |             |                                  |
| Peltonen (J. Jokinen, Salo) - 9:33 | 1 - 0       |                                           |             |                                  |
| Salo (SH) - 12:01 | 2 - 0       |                                           |             |                                  |
| | 2 - 1       | 13:14 - Knuble (Schnieder, Weight)        |             |                                  |
| | 2 - 2       | 21:29 - Schneider (Rafalski, Conroy) (PP) |             |                                  |
| O. Jokinen (Peltonen) (PP) - 25:06 | 3 - 2       |                                           |             |                                  |
| O. Jokinen (PP) - 37:10 | 4 - 2       |                                           |             |                                  |
| | 4 - 3       | 55:33 - Gionta (Drury, Cole)              |             |                                  |

Elődöntő
| 2006. február 24. 21:05 | Finnország (FIN) | 4 – 0 (1–0, 2–0, 1–0) | Oroszország | Palasport Olimpico Nézőszám: 8702 |

| Jegyzőkönyv | Jegyzőkönyv | Jegyzőkönyv | Jegyzőkönyv | Jegyzőkönyv                            |
| --- | ----------- | ----------- | ----------- | -------------------------------------- |
| |             |             |             | Játékvezető: Don Van Massenhoven (CAN) |
| \| Peltonen (Timonen) (PP) - 6:13 \| 1 - 0 \| \| \| Lydman (S. Koivu) - 29:33 \| 2 - 0 \| \| \| S. Koivu (Timonen, Selänne) (PP) - 33:51 \| 3 - 0 \| \| \| O. Jokinen (Peltonen, Kapanen) - 49:17 \| 4 - 0 \| \| |             |             |             |                                        |
| 8 perc | Büntetések  | 16 perc     |             |                                        |
| 30 | Lövések     | 21          |             |                                        |
| Peltonen (Timonen) (PP) - 6:13 | 1 - 0       |             |             |                                        |
| Lydman (S. Koivu) - 29:33 | 2 - 0       |             |             |                                        |
| S. Koivu (Timonen, Selänne) (PP) - 33:51 | 3 - 0       |             |             |                                        |
| O. Jokinen (Peltonen, Kapanen) - 49:17 | 4 - 0       |             |             |                                        |

Döntő
| 2006. február 26. 14:05 | Finnország (FIN) | 2 – 3 (1–0, 1–2, 0–1) | Svédország | Palasport Olimpico Nézőszám: 8274 |

| Jegyzőkönyv | Jegyzőkönyv | Jegyzőkönyv                                   | Jegyzőkönyv | Jegyzőkönyv                      |
| --- | ----------- | --------------------------------------------- | ----------- | -------------------------------- |
| |             |                                               |             | Játékvezető: Paul Devorski (CAN) |
| \| Timonen (Selänne) (PP) - 14:45 \| 1 - 0 \| \| \| \| 1 - 1 \| 24:42 - Zetterberg (Samuelsson, Bäckman) (PP) \| \| \| 1 - 2 \| 33:24 - Kronwall (Zetterberg) (PP) \| \| Peltonen (J. Jokinen, O. Jokinen) - 35:00 \| 2 - 2 \| \| \| \| 2 - 3 \| 40:10 - Lidström (M. Sundin, Forsberg) \| |             |                                               |             |                                  |
| 14 perc | Büntetések  | 14 perc                                       |             |                                  |
| 27 | Lövések     | 28                                            |             |                                  |
| Timonen (Selänne) (PP) - 14:45 | 1 - 0       |                                               |             |                                  |
| | 1 - 1       | 24:42 - Zetterberg (Samuelsson, Bäckman) (PP) |             |                                  |
| | 1 - 2       | 33:24 - Kronwall (Zetterberg) (PP)            |             |                                  |
| Peltonen (J. Jokinen, O. Jokinen) - 35:00 | 2 - 2       |                                               |             |                                  |
| | 2 - 3       | 40:10 - Lidström (M. Sundin, Forsberg)        |             |                                  |

| Csapat     | Helyezés |
| ---------- | -------- |
| Finnország |          |

### Női
| Finn nemzeti női jégkorongcsapat-játékoskeret | Finn nemzeti női jégkorongcsapat-játékoskeret | Finn nemzeti női jégkorongcsapat-játékoskeret | Finn nemzeti női jégkorongcsapat-játékoskeret | Finn nemzeti női jégkorongcsapat-játékoskeret | Finn nemzeti női jégkorongcsapat-játékoskeret | Finn nemzeti női jégkorongcsapat-játékoskeret |
| #                                             | Név                                           | Poszt                                         | Magasság                                      | Súly                                          | Kor                                           | Klub                                          |
| --------------------------------------------- | --------------------------------------------- | --------------------------------------------- | --------------------------------------------- | --------------------------------------------- | --------------------------------------------- | --------------------------------------------- |
| 1                                             | Noora Räty                                    | K                                             | 163                                           | 56                                            | 1989. május 29. (16 évesen)                   | Espoo Blues                                   |
| 30                                            | Maija Hassinen                                | K                                             | 161                                           | 52                                            | 1984. január 2. (22 évesen)                   | Ilves                                         |
| 2                                             | Hanna Kuoppala                                | V                                             | 179                                           | 77                                            | 1975. szeptember 12. (30 évesen)              | Espoo Blues                                   |
| 3                                             | Emma Laaksonen                                | V                                             | 159                                           | 60                                            | 1981. december 17. (24 évesen)                | Espoo Blues                                   |
| 4                                             | Heidi Pelttari                                | V                                             | 165                                           | 68                                            | 1985. augusztus 2. (20 évesen)                | Ilves                                         |
| 5                                             | Satu Kiipeli                                  | V                                             | 174                                           | 72                                            | 1980. december 24. (25 évesen)                | IHK                                           |
| 9                                             | Terhi Mertanen                                | V                                             | 164                                           | 64                                            | 1981. április 4. (24 évesen)                  | Kärpät                                        |
| 20                                            | Saija Sirviö                                  | V                                             | 171                                           | 57                                            | 1982. december 29. (23 évesen)                | Kärpät                                        |
| 24                                            | Kati Kovalainen                               | V                                             | 165                                           | 64                                            | 1975. január 24. (31 évesen)                  | IHK                                           |
| 8                                             | Satu Tuominen                                 | T                                             | 163                                           | 61                                            | 1985. november 19. (20 évesen)                | Espoo Blues                                   |
| 10                                            | Sari Fisk                                     | T                                             | 163                                           | 65                                            | 1971. december 17. (34 évesen)                | Espoo Blues                                   |
| 11                                            | Oona Parviainen                               | T                                             | 170                                           | 63                                            | 1977. szeptember 5. (28 évesen)               | Espoo Blues                                   |
| 12                                            | Mari Saarinen                                 | T                                             | 172                                           | 63                                            | 1981. július 30. (24 évesen)                  | Ilves                                         |
| 15                                            | Satu Hoikkala                                 | T                                             | 165                                           | 63                                            | 1980. január 14. (26 évesen)                  | Kärpät                                        |
| 18                                            | Nora Tallus                                   | T                                             | 158                                           | 67                                            | 1981. február 9. (25 évesen)                  | IHK                                           |
| 21                                            | Eveliina Similä                               | T                                             | 164                                           | 68                                            | 1978. április 10. (27 évesen)                 | Ilves                                         |
| 22                                            | Saara Tuominen                                | T                                             | 169                                           | 64                                            | 1986. január 1. (20 évesen)                   | Ilves                                         |
| 25                                            | Mari Pehkonen                                 | T                                             | 170                                           | 63                                            | 1985. február 6. (21 évesen)                  | University of Minnesota Duluth                |
| 27                                            | Marja-Helena Pälvilä                          | T                                             | 176                                           | 70                                            | 1970. március 4. (35 évesen)                  | Kärpät                                        |
| 29                                            | Karoliina Rantamäki                           | T                                             | 163                                           | 68                                            | 1978. február 23. (27 évesen)                 | Espoo Blues                                   |
| Vezetőedző: Arto Sieppi                       | Vezetőedző: Arto Sieppi                       | Vezetőedző: Arto Sieppi                       | Vezetőedző: Arto Sieppi                       | Vezetőedző: Arto Sieppi                       | 1965. augusztus 18. (40 évesen)               | 1965. augusztus 18. (40 évesen)               |

- Posztok rövidítései: K – Kapus, V – Védő, T – Támadó

#### Eredmények
B csoport
| Nemzet           | M | Gy | D | V | G+ | G– | Gk  | P |
| ---------------- | - | -- | - | - | -- | -- | --- | - |
| Egyesült Államok | 3 | 3  | 0 | 0 | 18 | 3  | 15  | 6 |
| Finnország       | 3 | 2  | 0 | 1 | 10 | 7  | +3  | 4 |
| Németország      | 3 | 1  | 0 | 2 | 2  | 9  | –7  | 2 |
| Svájc            | 3 | 0  | 0 | 3 | 1  | 12 | –11 | 0 |

| 2006. február 11. 13:05 | Finnország (FIN) | 3 – 0 (2–0, 0–0, 1–0) | Németország | Torino Esposizioni Nézőszám: 3200 |

| Jegyzőkönyv | Jegyzőkönyv | Jegyzőkönyv | Jegyzőkönyv | Jegyzőkönyv                       |
| --- | ----------- | ----------- | ----------- | --------------------------------- |
| |             |             |             | Játékvezető: Arina Ustinova (RUS) |
| \| Pehkonen (Pelttari, Saa. Tuominen) - 8:15 \| 1 – 0 \| \| \| Pelttari (PP) - 17:02 \| 2 – 0 \| \| \| Pälvilä (SH) - 43:13 \| 3 – 0 \| \| |             |             |             |                                   |
| 4 perc | Büntetések  | 6 perc      |             |                                   |
| 27 | Lövések     | 24          |             |                                   |
| Pehkonen (Pelttari, Saa. Tuominen) - 8:15                                                                                                  | 1 – 0       |             |             |                                   |
| Pelttari (PP) - 17:02 | 2 – 0       |             |             |                                   |
| Pälvilä (SH) - 43:13 | 3 – 0       |             |             |                                   |

| 2006. február 13. 17:35 | Finnország (FIN) | 4 – 0 (1–0, 0–0, 3–0) | Svájc | Palasport Olimpico Nézőszám: 4259 |

| Jegyzőkönyv | Jegyzőkönyv | Jegyzőkönyv | Jegyzőkönyv | Jegyzőkönyv                      |
| --- | ----------- | ----------- | ----------- | -------------------------------- |
| |             |             |             | Játékvezető: Bianci Walter (GER) |
| \| Saa. Tuominen (Pelttari) (PP) - 14:10 \| 1 – 0 \| \| \| Rantamäki - 45:21 \| 2 – 0 \| \| \| Saarinen (Hoikkala, Tallus) - 51:58 \| 3 – 0 \| \| \| Pehkonen (Rantamäki) - 52:50 \| 4 – 0 \| \| |             |             |             |                                  |
| 18 perc | Büntetések  | 20 perc     |             |                                  |
| 41 | Lövések     | 18          |             |                                  |
| Saa. Tuominen (Pelttari) (PP) - 14:10 | 1 – 0       |             |             |                                  |
| Rantamäki - 45:21 | 2 – 0       |             |             |                                  |
| Saarinen (Hoikkala, Tallus) - 51:58 | 3 – 0       |             |             |                                  |
| Pehkonen (Rantamäki) - 52:50 | 4 – 0       |             |             |                                  |

| 2006. február 14. 20:35 | Egyesült Államok (USA) | 7 – 3 (1–2, 1–1, 5–0) | Finnország | Palasport Olimpico Nézőszám: 7697 |

| Jegyzőkönyv | Jegyzőkönyv | Jegyzőkönyv                            | Jegyzőkönyv | Jegyzőkönyv                         |
| --- | ----------- | -------------------------------------- | ----------- | ----------------------------------- |
| |             |                                        |             | Játékvezető: Stephanie Norman (CAN) |
| \| \| 0 – 1 \| 00:13 - Pehkonen (Rantamäki) \| \| Parsons (Wendell, Potter) (PP) - 8:08 \| 1 – 1 \| \| \| \| 1 – 2 \| 11:26 - Laaksonen (Saa. Tuominen) (PP) \| \| \| 1 – 3 \| 32:01 - Kovalainen (Saarinen) (PP) \| \| Parsons (Chu) - 38:54 \| 2 – 3 \| \| \| Ka. King - 41:28 \| 3 – 3 \| \| \| Ruggiero - 50:16 \| 4 – 3 \| \| \| Darwitz (Wall) (PP) - 51:01 \| 5 – 3 \| \| \| Wendell (Parsons, Ruggiero) - 52:18 \| 6 – 3 \| \| \| Ruggiero (Darwitz, Stephens) - 55:36 \| 7 – 3 \| \| |             |                                        |             |                                     |
| 38 perc | Büntetések  | 22 perc                                |             |                                     |
| 31 | Lövések     | 15                                     |             |                                     |
| | 0 – 1       | 00:13 - Pehkonen (Rantamäki)           |             |                                     |
| Parsons (Wendell, Potter) (PP) - 8:08 | 1 – 1       |                                        |             |                                     |
| | 1 – 2       | 11:26 - Laaksonen (Saa. Tuominen) (PP) |             |                                     |
| | 1 – 3       | 32:01 - Kovalainen (Saarinen) (PP)     |             |                                     |
| Parsons (Chu) - 38:54 | 2 – 3       |                                        |             |                                     |
| Ka. King - 41:28 | 3 – 3       |                                        |             |                                     |
| Ruggiero - 50:16 | 4 – 3       |                                        |             |                                     |
| Darwitz (Wall) (PP) - 51:01 | 5 – 3       |                                        |             |                                     |
| Wendell (Parsons, Ruggiero) - 52:18 | 6 – 3       |                                        |             |                                     |
| Ruggiero (Darwitz, Stephens) - 55:36 | 7 – 3       |                                        |             |                                     |

Elődöntő
| 2006. február 17. 21:05 | Kanada (CAN) | 6 – 0 (2–0, 2–0, 2–0) | Finnország | Palasport Olimpico Nézőszám: 5654 |

| Jegyzőkönyv | Jegyzőkönyv | Jegyzőkönyv | Jegyzőkönyv | Jegyzőkönyv                    |
| --- | ----------- | ----------- | ----------- | ------------------------------ |
| |             |             |             | Játékvezető: Joy Tottman (GBR) |
| \| Weatherston (Sostorics) (PP) - 17:33 \| 1 – 0 \| \| \| Apps (Kingsbury, Goyette) (PP) - 19:15 \| 2 – 0 \| \| \| Wickenheiser (Apps) (PP) - 34:59 \| 3 – 0 \| \| \| Ouellette (Sunohara) (PP) - 36:26 \| 4 – 0 \| \| \| Piper (Wickenheiser, Apps) - 47:49 \| 5 – 0 \| \| \| Piper (Wickenheiser, Apps) (PP) - 54:47 \| 6 – 0 \| \| |             |             |             |                                |
| 12 perc | Büntetések  | 22 perc     |             |                                |
| 39 | Lövések     | 17          |             |                                |
| Weatherston (Sostorics) (PP) - 17:33 | 1 – 0       |             |             |                                |
| Apps (Kingsbury, Goyette) (PP) - 19:15 | 2 – 0       |             |             |                                |
| Wickenheiser (Apps) (PP) - 34:59 | 3 – 0       |             |             |                                |
| Ouellette (Sunohara) (PP) - 36:26 | 4 – 0       |             |             |                                |
| Piper (Wickenheiser, Apps) - 47:49 | 5 – 0       |             |             |                                |
| Piper (Wickenheiser, Apps) (PP) - 54:47 | 6 – 0       |             |             |                                |

Bronzmérkőzés
| 2006. február 20. 16:35 | Finnország (FIN) | 0 – 4 (0–3, 0–1, 0–0) | Egyesült Államok | Palasport Olimpico Nézőszám: 5150 |

| Jegyzőkönyv | Jegyzőkönyv | Jegyzőkönyv                         | Jegyzőkönyv | Jegyzőkönyv                    |
| --- | ----------- | ----------------------------------- | ----------- | ------------------------------ |
| |             |                                     |             | Játékvezető: Joy Tottman (GBR) |
| \| \| 0 – 1 \| 2:32 - Stephens (Chu, Darwitz) (PP) \| \| \| 0 – 2 \| 8:09 - Ka. King (Resor) \| \| \| 0 – 3 \| 11:05 - Ka. King (Potter) \| \| \| 0 – 4 \| 21:44 - Ka. King (Chu, Kr. King) \| |             |                                     |             |                                |
| 12 perc | Büntetések  | 20 perc                             |             |                                |
| 14 | Lövések     | 20                                  |             |                                |
| | 0 – 1       | 2:32 - Stephens (Chu, Darwitz) (PP) |             |                                |
| | 0 – 2       | 8:09 - Ka. King (Resor)             |             |                                |
| | 0 – 3       | 11:05 - Ka. King (Potter)           |             |                                |
| | 0 – 4       | 21:44 - Ka. King (Chu, Kr. King)    |             |                                |

| Csapat     | Helyezés |
| ---------- | -------- |
| Finnország | 4.       |

## Műkorcsolya
| Versenyző      | Versenyszám | Rövid program | Rövid program | Kűr   | Kűr   | Összesítés | Összesítés |
| Versenyző      | Versenyszám | Pont          | Hely.         | Pont  | Hely. | Pont       | Helyezés   |
| -------------- | ----------- | ------------- | ------------- | ----- | ----- | ---------- | ---------- |
| Kiira Korpi    | Női egyéni  | 44,84         | 20.           | 92,36 | 14.   | 137,20     | 16.        |
| Susanna Pöykiö | Női egyéni  | 53,74         | 12.           | 89,48 | 15.   | 143,22     | 13.        |

## Síakrobatika
Tapio Luusua tartalékversenyző volt, egyik versenyszámban sem indult.
Mogul
| Versenyző       | Versenyszám | Selejtező | Selejtező | Döntő   | Döntő    |
| Versenyző       | Versenyszám | Pont      | Helyezés  | Pont    | Helyezés |
| --------------- | ----------- | --------- | --------- | ------- | -------- |
| Janne Lahtela   | Férfi       | 23,77     | 10.       | 22,65   | 16.      |
| Juuso Lahtela   | Férfi       | 22,31     | 19.       | 24,42   | 8.       |
| Sami Mustonen   | Férfi       | 21,57     | 22.       | kiesett | kiesett  |
| Mikko Ronkainen | Férfi       | 23,38     | 13.       | 26,62   |          |

## Sífutás
Férfi
| Versenyző                                                   | Versenyszám     | Selejtező | Selejtező | Negyeddöntő | Negyeddöntő | Elődöntő | Elődöntő | B döntő | B döntő | Döntő         | Döntő         |
| Versenyző                                                   | Versenyszám     | Idő       | Hely.     | Idő         | Hely.       | Idő      | Hely.    | Idő     | Hely.   | Idő           | Helyezés      |
| ----------------------------------------------------------- | --------------- | --------- | --------- | ----------- | ----------- | -------- | -------- | ------- | ------- | ------------- | ------------- |
| Sami Jauhojärvi                                             | Sprint          | 2:28,42   | 61.       | kiesett     | kiesett     | kiesett  | kiesett  | kiesett | kiesett | kiesett       | 61.           |
| Sami Jauhojärvi                                             | 15 km           |           |           |             |             |          |          |         |         | 39:15,3       | 9.            |
| Sami Jauhojärvi                                             | 30 km           |           |           |             |             |          |          |         |         | 1:17:58,1     | 20.           |
| Teemu Kattilakoski                                          | 50 km           |           |           |             |             |          |          |         |         | 2:09:26,2     | 43.           |
| Keijo Kurttila                                              | Sprint          | 2:19,94   | 22.       | 2:25,1      | 5.          | kiesett  | kiesett  | kiesett | kiesett | kiesett       | 23.           |
| Ville Nousiainen                                            | 50 km           |           |           |             |             |          |          |         |         | nem ért célba | nem ért célba |
| Olli Ohtonen                                                | 15 km           |           |           |             |             |          |          |         |         | 41:47,4       | 48.           |
| Olli Ohtonen                                                | 30 km           |           |           |             |             |          |          |         |         | nem indult    | nem indult    |
| Olli Ohtonen                                                | 50 km           |           |           |             |             |          |          |         |         | 2:11:54,7     | 52.           |
| Lauri Pyykönen                                              | Sprint          | 2:20,21   | 26.       | 2:28,6      | 6.          | kiesett  | kiesett  | kiesett | kiesett | kiesett       | 27.           |
| Lauri Pyykönen                                              | 15 km           |           |           |             |             |          |          |         |         | 42:10,4       | 54.           |
| Tero Similä                                                 | 15 km           |           |           |             |             |          |          |         |         | 40:44,5       | 32.           |
| Tero Similä                                                 | 30 km           |           |           |             |             |          |          |         |         | 1:20:04,5     | 33.           |
| Keijo Kurttila Lauri Pyykönen                               | Csapatsprint    | 17:39,2   | 4.        |             |             |          |          |         |         | 17:21,5       | 5.            |
| Sami Jauhojärvi Tero Similä Olli Ohtonen Teemu Kattilakoski | 4 × 10 km váltó |           |           |             |             |          |          |         |         | 1:46:36,1     | 10.           |

Női
| Versenyző                                                               | Versenyszám    | Selejtező | Selejtező | Negyeddöntő | Negyeddöntő | Elődöntő | Elődöntő | B döntő | B döntő | Döntő         | Döntő         |
| Versenyző                                                               | Versenyszám    | Idő       | Hely.     | Idő         | Hely.       | Idő      | Hely.    | Idő     | Hely.   | Idő           | Helyezés      |
| ----------------------------------------------------------------------- | -------------- | --------- | --------- | ----------- | ----------- | -------- | -------- | ------- | ------- | ------------- | ------------- |
| Elina Hietamäki                                                         | Sprint         | 2:20,49   | 42.       | kiesett     | kiesett     | kiesett  | kiesett  | kiesett | kiesett | kiesett       | 42.           |
| Elina Hietamäki                                                         | 15 km          |           |           |             |             |          |          |         |         | 46:20,5       | 33.           |
| Virpi Kuitunen                                                          | Sprint         | 2:14,83   | 7.        | 2:16,2      | 2.          | 2:16,3   | 3.       | 2:18,1  | 1.      |               | 5.            |
| Virpi Kuitunen                                                          | 10 km          |           |           |             |             |          |          |         |         | 28:51,4       | 9.            |
| Virpi Kuitunen                                                          | 30 km          |           |           |             |             |          |          |         |         | nem ért célba | nem ért célba |
| Riitta-Liisa Lassila                                                    | 10 km          |           |           |             |             |          |          |         |         | 30:28,4       | 35.           |
| Riitta-Liisa Lassila                                                    | 15 km          |           |           |             |             |          |          |         |         | 44:06,1       | 13.           |
| Riitta-Liisa Lassila                                                    | 30 km          |           |           |             |             |          |          |         |         | 1:26:55,4     | 23.           |
| Aino-Kaisa Saarinen                                                     | Sprint         | 2:15,75   | 11.       | 2:20,7      | 6.          | kiesett  | kiesett  | kiesett | kiesett | kiesett       | 26.           |
| Aino-Kaisa Saarinen                                                     | 10 km          |           |           |             |             |          |          |         |         | 28:29,6       | 7.            |
| Aino-Kaisa Saarinen                                                     | 30 km          |           |           |             |             |          |          |         |         | 1:25:41,8     | 17.           |
| Kirsi Välimaa                                                           | 15 km          |           |           |             |             |          |          |         |         | 46:25,6       | 34.           |
| Kati Venäläinen                                                         | Sprint         | 2:17,29   | 24.       | 2:18,1      | 6.          | kiesett  | kiesett  | kiesett | kiesett | kiesett       | 29.           |
| Kati Venäläinen                                                         | 10 km          |           |           |             |             |          |          |         |         | 31:04,9       | 43.           |
| Kati Venäläinen                                                         | 30 km          |           |           |             |             |          |          |         |         | nem ért célba | nem ért célba |
| Virpi Kuitunen Aino-Kaisa Saarinen                                      | Csapatsprint   | 17:16,8   | 1.        |             |             |          |          |         |         | 16:39,2       |               |
| Aino-Kaisa Saarinen Virpi Kuitunen Riitta-Liisa Lassila Kati Venäläinen | 4 × 5 km váltó |           |           |             |             |          |          |         |         | 55:55,8       | 7.            |

## Síugrás
| Versenyző                                              | Versenyszám | Selejtező | Selejtező | 1. ugrás | 1. ugrás | 2. ugrás | 2. ugrás | Összesítés | Összesítés |
| Versenyző                                              | Versenyszám | Pont      | Hely.     | Pont     | Hely.    | Pont     | Hely.    | Pont       | Helyezés   |
| ------------------------------------------------------ | ----------- | --------- | --------- | -------- | -------- | -------- | -------- | ---------- | ---------- |
| Janne Ahonen                                           | Normálsánc  |           |           | 134,5    | 2.*      | 127,0    | 9.       | 261,5      | 6.         |
| Janne Ahonen                                           | Nagysánc    |           |           | 112,3    | 9.       | 121,8    | 7.*      | 234,1      | 9.         |
| Janne Happonen                                         | Normálsánc  | 114,0     | 23.       | 116,0    | 26.      | 109,0    | 28.      | 225,0      | 28.        |
| Matti Hautamäki                                        | Normálsánc  |           |           | 131,0    | 6.*      | 134,5    | 3.       | 265,5      |            |
| Matti Hautamäki                                        | Nagysánc    |           |           | 117,3    | 7.       | 125,1    | 4.       | 242,4      | 5.         |
| Risto Jussilainen                                      | Nagysánc    | 97,2      | 10.       | 91,7     | 35.      | kiesett  | kiesett  | kiesett    | kiesett    |
| Tami Kiuru                                             | Normálsánc  | 125,0     | 8.        | 113,0    | 31.      | kiesett  | kiesett  | kiesett    | kiesett    |
| Tami Kiuru                                             | Nagysánc    | 95,3      | 12.       | 108,6    | 13.**    | 105,4    | 20.      | 214,0      | 18.        |
| Tami Kiuru Janne Happonen Janne Ahonen Matti Hautamäki | Csapat      |           |           | 467,2    | 2.       | 509,4    | 2.       | 976,6      |            |

* - egy másik versenyzővel azonos eredményt ért el

** - két másik versenyzővel azonos eredményt ért el

## Snowboard
Halfpipe
| Versenyző     | Versenyszám | 1. selejtező | 1. selejtező | 2. selejtező | 2. selejtező | Döntő      | Döntő      | Döntő   | Helyezés |
| Versenyző     | Versenyszám | Pont         | Hely.        | Pont         | Hely.        | 1. forduló | 2. forduló | Hely.   | Helyezés |
| ------------- | ----------- | ------------ | ------------ | ------------ | ------------ | ---------- | ---------- | ------- | -------- |
| Antti Autti   | Férfi       | 43,5         | 2.           |              |              | 28,2       | 39,1       | 5.      | 5.       |
| Janne Korpi   | Férfi       | 9,2          | 42.          | 33,5         | 14.          | kiesett    | kiesett    | kiesett | 20.      |
| Markku Koski  | Férfi       | 20,2         | 28.          | 40,6         | 3.           | 41,5       | 31,4       | 3.      |          |
| Risto Mattila | Férfi       | 40,8         | 5.           |              |              | 31,6       | 35,8       | 10.     | 10.      |

Parallel giant slalom
| Versenyző    | Versenyszám | Selejtező | Selejtező | Nyolcaddöntő      | Negyeddöntő       | Elődöntő          | Döntő             | Helyezés |
| Versenyző    | Versenyszám | Idő       | Hely.     | Ellenfél Eredmény | Ellenfél Eredmény | Ellenfél Eredmény | Ellenfél Eredmény | Helyezés |
| ------------ | ----------- | --------- | --------- | ----------------- | ----------------- | ----------------- | ----------------- | -------- |
| Niina Sarias | Női         | 1:24,96   | 24.       | kiesett           | kiesett           | kiesett           | kiesett           | 24.      |